# Köves Ernő
Köves Ernő (Budapest, 1923. január 9. – Budapest, 2013. december 23.) magyar színész.

## Életpályája
1947-ben táncoskomikusként indult a pályája, Krémer Ferenc vidéki társulatában. 1949-től a Győri színházhoz szerződött, ahol komoly prózai szerepek egész sorát játszotta el. 1950-től Budapesten a Honvéd Színházhoz került, 1957-től 1964-ig a Honvéd Művészegyüttes prózai társulatának alapítója és vezetője. Itt a katonakabarétól kezdve a Tartuffe-ig mindent játszottak. Írt és rendezett is katonavígjátékot. Pályája alakulásáról mesélte 1976-ban: 

„később esztrádműsorokban szerepeltem, többek közt Mikes Lillával; Bilicsi Tivadarral; Gobbi Hildával együtt. Ezután következett néhány év külföldi szerződés, majd hazajövetelem óta (1964-től) a József Attila Színházban játszom, ahol kitűnő karakterfigurákat osztanak rám.”

 Nyugdíjasként is foglalkoztatták, 1990-től játszott az Arany János Színházban, az Újszínházban, a Budapesti Kamaraszínház és a szolnoki Szigligeti Színházban és filmekben is.

## Fontosabb színházi szerepei
- William Shakespeare: Sok hűhó semmiért... Faszén György
- William Shakespeare: Makrancos hölgy... Vincentio
- Molière: A fösvény... Jakab mester
- Molière: Tartuffe... Orgon
- Molière: Dandin György... Csikasz
- Alekszandr Nyikolajevics Osztrovszkij: Jövedelmező állás... szereplő
- Bertolt Brecht: Koldusopera... tiszteletes
- Bertolt Brecht: Jó embert keresünk... szőnyegkereskedő
- Kurt Weill – Bertolt Brecht: Koldusopera... Kimball, lelkész
- Victorien Sardou – Émile Moreau: Szókimondó Kata... Canouvill
- Marcel Proust: Az eltűnt idő nyomában... de Cambremer II.
- Jack Popplewell – Robert Thomas: A hölgy fecseg és nyomoz... Logan
- Madách Imre: Az ember tragédiája... rabszolga; Gábor arkangyal; eszkimó
- Vörösmarty Mihály: Csongor és Tünde... Csongor
- Szép Ernő: Patika... Provizor
- Nóti Károly: Nyitott ablak... Károly
- Tóth Miklós: Üzenet... Nagypapa
- Tamási Zoltán: Alma mater... Bogdán
- Kálmán Imre: Pillangó főhadnagy... Csollán Manó
- Kálmán Imre: Cigányprímás... Gaston
- Kálmán Imre: Csárdáskirálynő... Bóni
- Kálmán Imre: Marica grófnő... Zsupán
- Huszka Jenő: Mária főhadnagy... Zwikli Tóbiás
- Huszka Jenő: Gül Baba... Zülfikár
- Ábrahám Pál: Bál a Savoyban... Celestin
- Jacobi Viktor: Sybill... Poire
- Schönthan testvérek – Kellér Dezső – Horváth Jenő – Szenes Iván: A szabin nők elrablása... Színigazgató
- Eisemann Mihály: Fekete Péter... Pierre
- Kacsóh Pongrác: János vitéz... francia király
- Szirmai Albert – Bakonyi Károly: Mágnás Miska... Mixi gróf
- Lehár Ferenc: A mosoly országa... eunuch

## Filmes és televízió szerepei
- A makrancos hölgy (színházi előadás tv felvétele, 1974)
- Fedőneve: Lukács (1977)
- Hosszú szökés (1987)... Portás
- Kis Romulusz (1995)
- Szomszédok (1987–1999)... Körei Ernő (hajléktalan, korábban taxis és Laci fuvarozó főnöke)
- Hamvadó cigarettavég (2001)
- A négyes pálya (2001)
- Szerelem utolsó vérig (2002)
- Kontroll (2003)
- Szeress most! (2003)... Gyuri bácsi
- Budakeszi srácok (2006)
- A hét nyolcadik napja (2006)... Fogatlan, hajléktalan
- Adás (2009)... Idős bácsi